# Ingrid Gjoni
Ingrid Gjoni, ibland Ingrit Gjoni, född 24 december 1981 i Tirana, Albanien, är en albansk sångerska.

## Karriär
Gjoni inledde sin musikaliska karriär år 2005, då hon släppte sin debutsingel tillsammans med sin syster Inis Gjoni, "I ziu ti". År 2006 släppte hon sin första solosingel med titeln "Persë me mua". Hon ställde under samma år upp i musiktävlingen Top Fests tredje upplaga tillsammans med Sabiani och med låten "Parajsa". Under våren 2007 släpptes singeln "Barbi silikon" och i december samma år släppte hon låten "Vitamina". Under våren 2008 ställde hon upp i Top Fest för andra gången, denna gång med låten "Week-End", med vilken hon tog sig till finalen. Under sommaren 2008 släppte hon tillsammans med sin vän Çiljeta Xhilaga låten "Puçi Puçi". Vid Top Fest 6 år 2009 framförde Gjoni låten "Ekstrem" och vann i finalen priset Top Albania Radio. Senare under året släppte hon låten "Hypnotise Me" och i Kënga Magjike 11 vann hon priset för bästa dans med låten "Nemi Nemi". Med Kastro Zizo släppte hon även under år 2009 låten "Sick".
Gjonis debutalbum släpptes år 2010 och fick namnet "Ekstrem". Hennes låt, "Me fal", som släpptes under samma år blev en av sommarens större hitlåtar i Albanien. I april 2011 släppte hon tillsammans med Stine låten "Relax" till vilken även en musikvideo släpptes. Tillsammans med den rumänske sångaren Tony Ray släpptes singeln "My Heart Is Crying", som framfördes på engelska, under sommaren 2011. Låten blev snabbt en hit och fick över 1 miljon visningar på Youtube. Med Çiljeta släppte hon låten "Mike dhe rivale" år 2012. Under våren 2012 släppte hon videon till låten "Harronim të dy". I november deltog hon i Kënga Magjike 14 med låten "Me duaj". Hon lyckades ta sig till semifinal, men missade finalen eftersom hon slutade på en 24:e plats.

## Diskografi

### Album
- 2010 – Ekstrem

### Singlar
| - 2005 – "I ziu ti" - 2006 – "Persë me mua" - 2006 – "Parajsa" - 2006 – "Jek e jek" - 2007 – "Barbi silikon" - 2007 – "Vitamina" - 2008 – "Week-End" - 2008 – "Puçi Puçi" - 2009 – "Njëri tjëtrit" - 2009 – "Ekstrem" - 2009 – "Hypnotize Me" - 2009 – "Nemi Nemi" | - 2009 – "Sick" - 2010 – "Me fal" - 2011 – "Relax" - 2011 – "My Heart Is Crying" - 2012 – "Mike dhe rivale" - 2012 – "Harronim të dy" - 2012 – "Me duaj" - 2013 – "Inshalah" - 2013 – "Impossible" - 2013 – "Hajde sonte" - 2014 – "Ani Ani" - 2014 – "Mbretëreshë" |